# モスクワ大公国

モスクワ大公国
Великое княжество Московское (ロシア語)

16世紀はじめのモスクワ大公国

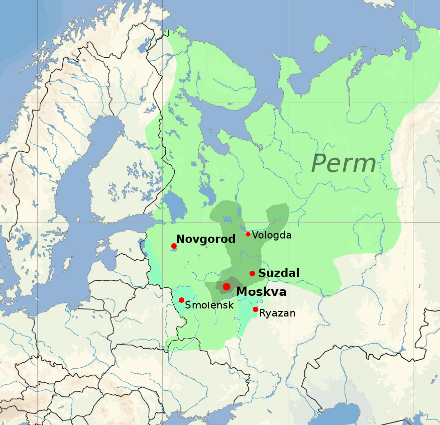
1390年から1525年にかけてのロシア大公国の領土の変遷
----
モスクワ公国（コアテリトリー）、1300年
ウラジーミル・スズダリ公国、1390年
イヴァン3世期のモスクワ大公国、1505年
ヴァシーリー3世期のモスクワ大公国、1505年 - 1533年

モスクワ大公国（モスクワたいこうこく、 ロシア語: Великое княжество Московское マスコフスカエ・ヴェリーカエ・クニャージェストヴァ）は、キエフ・ルーシの北東辺境地にあったルーシ系のウラジーミル・スズダリ公国のもとに成立した国家である。初めは小国であったが、周辺の諸公国を併合していき、1480年にはモンゴル族のジョチ・ウルスの支配を脱して、モスクワ大公国となった。モスクワ大公は主権を得て、北東ロシアの政治的統一を達成した。ロシア帝国の前身である。別名モスクワ・ルーシ（ロシア語: Московская Русь モスコーフスカヤ・ルーシ、モスクワ･ロシア）、モスクワ公国、モスコビア（Moskovie）である。

## 概要
ノヴゴロド公アレクサンドル・ネフスキーの死後、その末子ダニール・アレクサンドロヴィチに与えられた分領がモスクワ大公国の起源である。1271年にダニールは、初代モスクワ公となった。ダニールは、14世紀初頭に版図を拡大し、コロムナ、ペレヤスラヴリ・ザレスキー、モジャイスクを得た。
ヴォルガ水運の要所にあったモスクワは経済的に発展し、1318年には、ノヴゴロドとモンゴルの支持を得て、ダニールの子ユーリー3世が初めてウラジーミル大公位を獲得した。
1325年以降、ウラジミール大公位は、ダニールの子孫ではないトヴェリのドミトリーおよびその弟アレクサンドルに移ったが、ダニールの子であるモスクワ公イヴァン1世は1327年のトヴェリにおける反タタール蜂起の際にモンゴルの尖兵として活躍し、1328年にウラジーミル大公位を再びモスクワ公のものにした。
1360-70年代に、イヴァン2世の子であるモスクワ公ドミートリー・ドンスコイがスーズダリ＝ニジニ・ノヴゴロド公国及びトヴェリ大公国と戦い、これを従えたことでウラジミール、ノヴゴロド、そしてトヴェリの大公位は安定的にモスクワに保持されるようになった。従ってこの頃を、実質的にモスクワ大公国の成立と考えて良いだろう。この国家の成立は、モンゴルの認可や、あるいは国家成立の宣言等によっては確認されるものではない。
1380年、ドミートリー・ドンスコイは、クリコヴォの戦いでママイに勝利するも、その2年後にトクタミシュによってモスクワが占領される（モスクワ包囲戦）。
1389年、モスクワ大公としてヴァシーリー1世が即位。1392年、ニジニ・ノヴゴロド公国、タルーサ公国、ムーロム公国、ゴロジェッツ公国を併合。
東ローマ帝国の滅亡後、すなわちヴァシーリー2世の時代以降、モスクワ大公国は正教会の擁護者としての意識を高める。1472年にイヴァン3世は東ローマ帝国最後の皇帝コンスタンティノス11世の姪ソフィア（ゾイ・パレオロギナ）を2番目の妻とし、ローマ帝国の継承者であることを宣言し、モスクワを（ローマ、コンスタンティノープルに続く）「第3のローマ」と称し、初めてツァーリ（ロシア皇帝）の称号を名乗り、ルーシの諸公国を併合（たとえばノヴゴロド公国は1478年、トヴェリ大公国は1485年に併合）し、また1480年にイヴァン3世がジョチ・ウルスから事実上の独立を果たした（ウグラ河畔の対峙）。
1547年イヴァン4世がツァーリ（王または皇帝を意味する君主号）として戴冠する。これ以後、モスクワ国家はロシア・ツァーリ国（ツァールストヴォ・ルースコエ）と自称する。ただしロシア国外においては一部の国家を除き、“ツァーリ”ないし“皇帝”の位は認められず、1721年まで大公の地位を持ち合わせていた。
1721年にピョートル1世が元老院からインペーラトル（皇帝）の称号を贈られ、国体を「帝国（インペラートルの国）」と宣言し、対外的な国号を「ロシア帝国（ロシースカヤ・インペーリヤ）」と称すると、“ツァーリ”ないし“皇帝”として内外から認められるようになった。

## キエフ・ルーシの「相続人」をめぐる論争
モスクワ公国はもとは北東ルーシの小公国であった。従って、元来はキエフの公権力よりはノヴゴロド公国（ノヴゴロド・ルーシ）の公権力を受け継ぐ国家で、君主の称号でも、あるいは対外的な文書においても、北東ルーシを指して「モスクワはルーシの後継者」であると表現していた。住民についても元来はキエフ系の住民ではなく、現地の東スラヴ人とフィン人の融合した独自の民族・文化・社会慣習を持っていた。これに、後代になってキエフ・ルーシの内紛やモンゴルのルーシ侵攻などから逃げてきたキエフからの難民が加わった。
それが、国力を蓄えるに従い、15世紀末以降キエフ・ルーシの相続人を自認し始めた。その大きな理由は、キエフ府主教座がモスクワへ遷座したことである。とりわけ帝政期ロシア史学はこうした見方を無意識のうちに引き継いだ。これに対し、ウクライナでは19世紀のフルシェフスキー以来、キエフ・ルーシの継承国家をハールィチ・ルーシ、リトアニア・ルーシとする見方が登場し、着実に根を張った。こうした二つの見方の対立はソ連の研究史において表面上はやや緩和されたが、全体としてはモスクワを後継国家とする見方が強かったと言える。ソ連崩壊後、双方の見方はナショナリズムと結び付き鋭く対立したが、その一方で両国の一流の研究者はこうした対立とは距離を置いている。自国のみを正統的相続人とする見方は、歴史を一瞥すれば一面的な見方であることは明らかだからである。しかし「相続人」をめぐる問題は両国のアイデンティティと関わるが故に、とりわけ教科書レベルではさほど冷静とは言えない記述が散見される。
なお、この問題はロシアやウクライナ、ベラルーシに限定された問題ではない。中世後期よりヤギェウォ朝のポーランド王国もまたルーシの相続人を自認した。近世に入ると、ポーランドはキエフを含めたかつてのキエフ・ルーシの領域の大半をキエフ県として領有することとなり、またリトアニア大公国との制度的同君連合であるポーランド・リトアニア共和国によって上記ハールィチ・ルーシ及びリトアニア・ルーシの正当な継承権を獲得、将来的にはモスクワの領域もポーランドの版図に加えられるべきであると主張していた（ポーランド・ロシア戦争）。しかし、ソ連の影響力のもと、ポーランドの主張は影を潜め（加えて、第二次世界大戦後に、国境線が西方に移動したことに伴い、ポーランドでは専らピャスト朝の相続人であることが強調されるようになった）、ソビエト連邦の崩壊によりウクライナが独立すると、ポーランド・ウクライナ関係に配慮することが定着し、ルーシをポーランド領とする主張はなりを潜めたが、ポーランド人の間ではルーシを未開の辺境地帯と捉える傾向は定着している。一方、ウクライナの主張は同国の独立により国際的にも広く知られることになったが、他方でキエフ・ルーシの歴史を独占（他国の祖でもあることを認めずに）しようとする一部の過激な見方には反発もある。
ウクライナには、「ルーシ（ロシア）」の呼び名は元々キエフ大公国がルーツだという歴史観があり、2023年3月にはロシアの呼称を「モスコビア（モスクワ）」に変更するよう求める請願書に署名が集まった。

## 歴代君主
1. ダニール・アレクサンドロヴィチ(1263年-1303年)
2. ユーリー3世(1303年-1325年)
3. イヴァン1世(1325年-1340年)
4. セミョーン(1340年-1353年)
5. イヴァン2世(1353年-1359年)
6. ドミートリー・ドンスコイ(1359年-1389年)
7. ヴァシーリー1世(1389年-1425年)
8. ヴァシーリー2世(1425年-1462年)
9. イヴァン3世(1462年-1505年)
10. ヴァシーリー3世(1505年-1533年)
11. イヴァン4世(1533年-1547年)